# Sabicea apocynacea
Sabicea apocynacea är en måreväxtart som först beskrevs av Karl Moritz Schumann, och fick sitt nu gällande namn av Razafim., B.Bremer, Liede och Saleh A.Kha. Sabicea apocynacea ingår i släktet Sabicea och familjen måreväxter.
Artens utbredningsområde är Kamerun. Inga underarter finns listade i Catalogue of Life.